# Gastrotheca
Gastrotheca Fitzinger, 1843 è un genere di anfibi della famiglia Hemiphractidae.

## Distribuzione e habitat
Il genere è presente in Costa Rica e Panama, Sud America settentrionale e occidentale verso sud fino al nord dell'Argentina; Brasile orientale e sudorientale.

## Tassonomia
Il genere include le seguenti specie:
- Gastrotheca abdita Duellman, 1987
- Gastrotheca aguaruna Duellman, Barley, and Venegas, 2014
- Gastrotheca albolineata (Lutz and Lutz, 1939)
- Gastrotheca andaquiensis Ruiz-Carranza and Hernández-Camacho, 1976
- Gastrotheca angustifrons (Boulenger, 1898)
- Gastrotheca antomia Ruiz-Carranza, Ardila-Robayo, Lynch, and Restrepo-Toro, 1997
- Gastrotheca antoniiochoai (De la Riva and Chaparro, 2005)
- Gastrotheca aratia Duellman, Barley, and Venegas, 2014
- Gastrotheca argenteovirens (Boettger, 1892)
- Gastrotheca atympana Duellman, Lehr, Rodríguez, and von May, 2004
- Gastrotheca aureomaculata Cochran and Goin, 1970
- Gastrotheca bufona Cochran and Goin, 1970
- Gastrotheca carinaceps Duellman, Trueb, and Lehr, 2006
- Gastrotheca christiani Laurent, 1967
- Gastrotheca chrysosticta Laurent, 1976
- Gastrotheca coeruleomaculatus Werner, 1899
- Gastrotheca cornuta (Boulenger, 1898)
- Gastrotheca cuencana Carvajal-Endara, Coloma, Morales-Mite, Guayasamin, Székely, and Duellman, 2019
- Gastrotheca dendronastes Duellman, 1983
- Gastrotheca dissimilis Vellard, 1957
- Gastrotheca dunni Lutz, 1977
- Gastrotheca dysprosita Duellman, 2013
- Gastrotheca elicioi Carvajal-Endara, Coloma, Morales-Mite, Guayasamin, Székely, and Duellman, 2019
- Gastrotheca ernestoi Miranda-Ribeiro, 1920
- Gastrotheca espeletia Duellman and Hillis, 1987
- Gastrotheca excubitor Duellman and Fritts, 1972
- Gastrotheca fissipes (Boulenger, 1888)
- Gastrotheca flamma Juncá and Nunes, 2008
- Gastrotheca fulvorufa (Andersson, 1911)
- Gastrotheca galeata Trueb and Duellman, 1978
- Gastrotheca gemma Venegas, García Ayachi, Echevarría, Paluh, Chávez-Arribasplata, Marchelie, and Catenazzi, 2021
- Gastrotheca gracilis Laurent, 1969
- Gastrotheca griswoldi Shreve, 1941
- Gastrotheca guentheri (Boulenger, 1882)
- Gastrotheca helenae Dunn, 1944
- Gastrotheca lateonota Duellman and Trueb, 1988
- Gastrotheca litonedis Duellman and Hillis, 1987
- Gastrotheca lojana Parker, 1932
- Gastrotheca longipes (Boulenger, 1882)
- Gastrotheca marsupiata (Duméril and Bibron, 1841)
- Gastrotheca megacephala Izecksohn, Carvalho-e-Silva, and Peixoto, 2009
- Gastrotheca microdiscus (Andersson in Lönnberg and Andersson, 1910)
- Gastrotheca monticola Barbour and Noble, 1920
- Gastrotheca nebulanastes Duellman, Catenazzi, and Blackburn, 2011
- Gastrotheca nicefori Gaige, 1933
- Gastrotheca ochoai Duellman and Fritts, 1972
- Gastrotheca oresbios Duellman and Venegas, 2016
- Gastrotheca orophylax Duellman and Pyles, 1980
- Gastrotheca ossilaginis Duellman and Venegas, 2005
- Gastrotheca ovifera (Lichtenstein and Weinland, 1854)
- Gastrotheca pacchamama Duellman, 1987
- Gastrotheca pachachacae Catenazzi and von May, 2011
- Gastrotheca peruana (Boulenger, 1900)
- Gastrotheca phalarosa Duellman and Venegas, 2005
- Gastrotheca phelloderma Lehr and Catenazzi, 2011
- Gastrotheca piperata Duellman and Köhler, 2005
- Gastrotheca plumbea (Boulenger, 1882)
- Gastrotheca prasina Teixeira, Vechio, Recoder, Carnaval, Strangas, Damasceno, Sena, and Rodrigues, 2012
- Gastrotheca pseustes Duellman and Hillis, 1987
- Gastrotheca psychrophila Duellman, 1974
- Gastrotheca pulchra Caramaschi and Rodrigues, 2007
- Gastrotheca rebeccae Duellman and Trueb, 1988
- Gastrotheca recava Teixeira, Vechio, Recoder, Carnaval, Strangas, Damasceno, Sena, and Rodrigues, 2012
- Gastrotheca riobambae (Fowler, 1913)
- Gastrotheca ruizi Duellman and Burrowes, 1986
- Gastrotheca spectabilis Duellman and Venegas, 2016
- Gastrotheca splendens (Schmidt, 1857)
- Gastrotheca stictopleura Duellman, Lehr, and Aguilar, 2001
- Gastrotheca testudinea (Jiménez de la Espada, 1871)
- Gastrotheca trachyceps Duellman, 1987
- Gastrotheca turnerorum Carvajal-Endara, Coloma, Morales-Mite, Guayasamin, Székely, and Duellman, 2019
- Gastrotheca walkeri Duellman, 1980
- Gastrotheca weinlandii (Steindachner, 1892)
- Gastrotheca williamsoni Gaige, 1922
- Gastrotheca yacuri Carvajal-Endara, Coloma, Morales-Mite, Guayasamin, Székely, and Duellman, 2019
- Gastrotheca zeugocystis Duellman, Lehr, Rodríguez, and von May, 2004